# Христодул (Михалакис)
Христодул (греч. Χριστόδουλος, в миру Иоаннис Михалакис греч. Ἰωάννης Μιχαλάκης; род. 1959, Шеверли, Мэриленд) — епископ ИПЦ Греции (Синод Хризостома); епископ Феопольский (с 2000), викарий Американской митрополии.
Тезоименитство — 16 (29) марта (Христодул Патмосский)

## Биография
Родился в 1959 году в Шеверли, в округе Принс-Джорджес, в американской семье греческого происхождения, выходцев с Хиоса. После завершения учёбы в Нью-Йоркской гимназии, поступил в Нью-Йоркский университет, который окончил в 1981 году.
Принадлежа старостильному движению и входя в юрисдикцию «флоринитского» Синода Истинно-православной церкви Греции, в 1991 году архимандритом Павлом (Стратигеасом) был пострижен в монашество с наречением имени Христодул в честь Христодула Патмосского.
5 (18) апреля 1998 года митрополитом Американским Павлом (Стратигеасом) был хиротонисан во иеродиакона, а 23 августа (5) сентября 1999 года — во иеромонаха.
В сентябре 2000 года решением флоринитского Синода Церкви ИПХ Греции был избран для рукоположения в сан епископа Феупольского, викария Американской митрополии. С октября 2003 года, после формирования епархиального Синода Американской митрополии, вошёл в новообразованный административный орган.
Является настоятелем Спасо-Вознесенского мужского монастыря в Вудстоке (штат Нью-Йорк, США), а также координирует молодёжные проекты.